# Raczki (Mazovia)
Raczki [pronunciación en polaco: /ˈRata͡ʂki/] es un pueblo ubicado en el distrito administrativo de Gmina Sarnaki, dentro del Distrito de Łosice, Voivodato de Mazovia, en el este de Polonia central. Se encuentra aproximadamente a 14 kilómetros al sureste de Sarnaki, a 22 kilómetros al este de Łosice, y a 139 kilómetros al este de Varsovia.